# Охтирський Свято-Троїцький монастир
Охтирський Свято-Троїцький монастир — чоловічий монастир у Сумській області під контролем УПЦ московського патріархату. Розташований в селі Чернеччина на старовинному Охтирському городищі.

## Історія
У 1641 році на цьому городищі поляками було засноване прикордонне місто Охтирка, зруйноване 1652 р. У 1654 р. в південно-західній частині покинутого городища 40 ченців Лебединського Троїцького монастиря, котрі на чолі з ігуменом Іоанникієм прийшли з Правобережжя, заснували монастир. Спершу він називався Благовіщенським, бо перший дерев'яний храм був побудований в ім'я Благовіщення Богоматері. Ця назва залишалася за монастирем близько 70 років. Всі його дерев'яні споруди (Благовіщенську церкву, трапезну, келії) й укріплення зведено у 1671—1676 роках. 
Перший кам'яний храм Благовіщення був побудований коштом охтирського полковника Федіра Осиповича Осипова. 
В 1720 році титарем монастиря став духівник російського імператора Петра І Тимофій Васильович Надаржинський, коштом якого в 1724—1727 роках збудовано мурований Троїцький собор у стилі українського бароко, тричасний, триверхий. Для цього в районі Доброславівської гори збудували цегельні, де виготовляли свою цеглу. Тоді ж монастир перейменовано на Троїцький і оточено цегляним оборонним муром. Помер Надаржинский в 1729 році. Похований в Троїцькій церкві Охтирського монастиря, побудованої на його кошти. Поетична епітафія на його могилі займає рядків 230 і вважається найдовшою в російській літературі. Його син Осип Тимофійович побудував у 1741 році оборонну дзвіницю, трапезну з церквою Св. Петра і Павла, келії та лікарню.
Благовіщенський і Троїцький храми були прикрашеними, мали велику бібліотеку і сади. У горі були викопані печери. В 1787 році за указом Синоду РПЦ монастир було закрито. Троїцький собор монастиря став приходським храмом. Поступово розібрали усі монастирські споруди й огорожу. Залишився стояти лише Троїцький собор. Жителі навколишніх місць були невдоволенні через запустіння святині, і просили відродити обитель. Збиралися пожертви в громаді і подавалися клопотання до синоду у 1840 та 1842 роках. 30 листопада 1842 року надійшов дозвіл на поновлення монастиря, з того моменту почалося відродження монастиря. На початку 1843 року в Охтирку прибув ієромонах Сергій, піднесений в ранг ігумена, з двома ієромонахами і трьома послушниками. За чотири роки монастир огородили кам'яною огорожею з головними воротами, побудували три готелі, відновили іконостас. Монастир поступово багатів і прикрашався. 

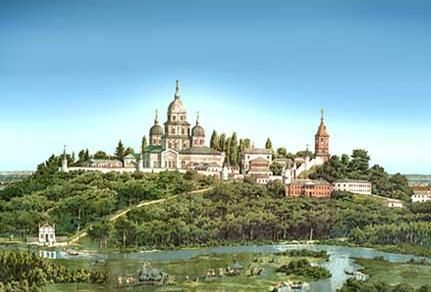
Картина Свято-Троїцького монастиря, серпень 1902 року

Після приходу до влади більшовиків, 1917 року монастир було закрито, через два роки настоятеля, архімандрита Арістарха вбито, храми розграбовано. У 1920 році монастир було переобладнано на колонію для дітей та сиріт, яку в народі називали «Дитяче містечко». Очолював педагог Матвій Довгополюк, який в у середині 1930-х зазнав репресій. Перед Другою світовою війною цей заклад був зачинений, монастирські приміщення покинуті. 
Троїцький храм був знищений у 1940-х роках, залишилися лише його дзвіниці, зведені ще у 1741 році.
В 1970-х заводом «Промзв’язок» тут було влаштовано полігон для випробування антен, що перестав діяти у 1990-х. 
Відбудовувати монастир почали в 2002 році, коли чернечу обитель знову відкрили. Почали із дзвіниці, в наступні роки збудували келії для братії, домовий храм Всіх Преподобних Отців, готель для паломників. Останнім, в 2012 році, звели новий Свято-Троїцький храм.
Дзвіниця Охтирського Троїцького монастиря — рідкісний збережений зразок монастирської дзвіниці оборонного типу першої половини XVIII ст. Нині вона є пам'яткою архітектури місцевого значення. У наш час монастир відроджується. Потребує відродження і Охтирське городище, на якому він розташований, як комплексна пам'ятка природи, археології та історії.